# Harry Jay Moors
Pour les articles homonymes, voir Moors (homonymie).
Harry Jay Moors (1854-1926), est un homme d'affaires du XIXe siècle qui  devient le plus proche ami de son voisin Robert Louis Stevenson, début 1890, lorsque ce dernier s'installe définitivement à Vailima, en investissant tout son patrimoine dans une parcelle de jungle de 1,6 kilomètre carré, à quatre kilomètres au sud de Apia, la capitale des Samoa. Moors possède au début du XXe siècle des plantations dans plusieurs îles du Pacifique et devient le plus important contribuable de l'archipel des Samoa.

## Biographie
Né à Detroit en 1854 dans un milieu modeste, Harry Jay Moors devient agent du bureau de l'immigration à Hawaï, et se rend aux îles Gilbert et aux îles Marshall aux environs de 1880 pour recruter des salariés pour les plantations de sucre de Hawaï. En 1883, il s'installe à Apia, la capitale des îles Samoa alors indépendantes, où il devient l'agent de la compagnie allemande Grevsmühl & Co, puis s'installe à son propre compte en 1886.
Il se lie d'amitié avec Robert Louis Stevenson pendant cinq ans (1889-1894). C'est lui qui fait venir des matériaux de construction de Nouvelle Zélande lorsque l'écrivain se fait construire une somptueuse demeure près d'Apia.
Harry Jay Moors est recensé comme le plus important contribuable des Samoa allemandes en 1907,, grâce à ses plantations, les secondes de l'archipel en importance, et ses activités de négoce avec les autres zones du Pacifique.
En 1910, il publie un livre consacré à Stevenson (With Stevenson in Samoa), selon lui souhaité par son ex-ami et consacré à sa propre vie. Il a écrit deux autres livres, parmi lesquels Tapu: A Tale of Adventure in the South Seas, qui n'ont pas été publiés. Son petit-fils dirige l'hôtel Betty's à Apia.
Son fils Harry William Moors (qui prend le nom samoan Afoafouvale Misimoa) devient homme politique, soldat, entrepreneur et diplomate, ainsi que le fondateur et premier capitaine de l'équipe des Samoa de rugby à XV,. Sa fille Rosabel Moors épouse Olaf Nelson, la principale figure du mouvement Mau anticolonial, et donne naissance à six enfants qui constituent la famille Nelson.